# Lisa Gjessing
Lisa Kjær (født 4. juli 1978) er en dansk parataekwondoudøver.
Lisa er fire gange verdensmester og fem gange europamester.
Hun konkurrerede ved sommer-PL 2020 i kategorien 58 kg, efter at have kvalificeret sig via verdensrangliste. Hun vandt ligeledes også sin første PL-guldmedalje ved legene.
Ved sommer-PL i 2024, vandt hun en broncemedalje i kategorien K44, 65 kg. Det blev desuden offentligtgjort, at PL bronzekampen bliver hendes sidste professionelle kamp, da hun indstiller karrieren.
Lisa fik amputeret sin nedre venstre arm i 2012 på grund af kræft. Hun er gift og har to døtre.